# Jiří Musil (sociolog)
Jiří Musil (20. února 1928 Ostrava – 16. září 2012 Praha) byl český sociolog.

## Biografie
Studoval sociologii a filosofii na Filosofické fakultě Univerzity Karlovy v Praze, kde získal v roce 1952 titul PhDr. Zabýval se především sociologií města a bydlení. V letech 1990–1992 byl ředitelem Sociologického ústavu ČSAV, v letech 1992–1993 ředitelem Central European University v Praze a v letech 1998–2001 předsedou Evropské asociace sociologů. Jiří Musil patřil mezi zakládající členy Učené společnosti České republiky.

## Vybrané publikace
- Housing Needs and Policy in Great Britain and Czechoslovakia. University of Glasgow, London 1966
- Sociologie soudobého města. Svoboda, Praha, 1967
- Assessment of Current and Future Housing Needs, United Nations, Geneva 1970
- Sociologie bydlení. Svoboda, Praha 1971
- Urbanizace v socialistických zemích. Svoboda, Praha 1977
- Urbanization in Socialist Countries. M. E. Sharpe, White Plains, New York, 1980
- The End of Czechoslovakia (editor). CEU Press, Budapest, New York 1995
- Räumliche Auswirkungen des Transformationsprozesses in Deutschland und bei den östlichen Nachbarn (editor with W. Strubelt). Leske + Budrich, Opladen 1997
- The Meaning of Liberalism-East and West (editor se Z. Sudou). CEU Press, Budapest, New York 1999
- Zrod velkoměsta (spoluautoři P. Horská, E. Maur). Paseka, Praha 2002.